# Haridwar
Haridwar (o Hardwar) è una suddivisione dell'India, classificata come municipal board, di 175.010 abitanti, capoluogo del distretto di Haridwar, nello stato federato dell'Uttarakhand. In base al numero di abitanti la città rientra nella classe I (da 100.000 persone in su).

## Geografia fisica
La città è situata a 29° 58' 0 N e 78° 10' 0 E e ha un'altitudine di 329 m s.l.m..

## Società

### Evoluzione demografica
Al censimento del 2001 la popolazione di Haridwar assommava a 175.010 persone, delle quali 94.650 maschi e 80.360 femmine. I bambini di età inferiore o uguale ai sei anni assommavano a 21.144, dei quali 11.406 maschi e 9.738 femmine. Infine, coloro che erano in grado di saper almeno leggere e scrivere erano 122.572, dei quali 70.971 maschi e 51.601 femmine.